# Ronny Rosetti
Ronny Rosetti (* 29. Juli 1977; andere Pseudonyme: Georg Milch, Don Peachybutt, Jeff Jordan) ist ein deutscher Pornodarsteller, Kameramann und Regisseur.
Rosetti ist seit 1996 als Darsteller tätig und wirkte in einigen Hundert Hardcorefilmen mit, zuletzt überwiegend im Genre der MILF-Filme. 
Seit 2006 ist er zusätzlich als Produzent und Kameramann tätig. Für Beate-Uhse.TV führte er auch ab 2015 bei 17 Folgen von Pärchentausch und 24 Folgen des Adventskalenders Regie.
2015 war er für einen Erotic Lounge Award in der Kategorie Fan Award: Beste Regie nominiert. 2017 wurde er als Bester Kameramann mit dem Venus Award ausgezeichnet.

## Quelle
- Website der Venus Berlin